# Януш Модест Санґушко
Януш Модест Сангушко, князь гербу Погоня (*1749 — † 1806, Заслав, Волинська губернія) — державний діяч, військовик Речі Посполитої, Російської імперії. Староста кременецький, стражник великий коронний (з 1787), радний конфедерації Торговицької, генерал-поручник російської армії.
Син Павла Карла Сангушка і Барбари Сангушкової.
30 травня 1775 року був нагороджений Орденом Святого Станіслава; 15 березня 1787 Орденом Білого Орла особисто польським королем Станіславом Августом.
Прихильник Радомської конфедерації 1767 року. В 1792 році взяв участь в Торговицькій конфедерації. Після Другого поділу Речі Посполитої (1793) за свою прихильність до росіян отримав звання генерал-поручника.
Був двічі одружений. Вперше з Кароліною Гоздзькою, вдруге з Анелею Ледуховською Джевецькою. Мав чотирьох дітей: Карла, Костянтина, Барбару і Клементину.
Був похований у костелі Святого Івана Хрестителя в Заславі.